# ك. تي عرفان
ك. تي عرفان (بالهندية: इरफ़ान कोलोठूम थोडी؛ بالإنجليزية: Irfan Kolothum Thodi) هو منافس ألعاب قوى هندي، ولد في 8 فبراير 1990 في منطقة مالابورام في الهند.

## وصلات خارجية
- ك. تي عرفان على موقع الاتحاد الدولي لألعاب القوى (الإنجليزية)
- ك. تي عرفان على موقع أوليمبيديا (الإنجليزية)